# 11세기
11세기는 1001년부터 1100년까지이다. 지금으로부터 천년전의 세기이다.

## 역사

### 아시아
- 서하가 등장하여 비단길의 요충지역을 차지하였다.[1]

## 주요 사건
- 게 성운을 남긴 천체 SN 1054가 발견되다.
- 1차 십자군 전쟁 (1096 ~ 1099)

## 주요 인물
- 안셀무스, 중세 이탈리아의 신학자, 철학자(1034년 - 1109년)
- 무라사키 시키부(紫式部, 973년경 - 1014년 및 1025년경)
- 피르다우시, 「샤 나메」(1009년경 완성)을 저술한 시인(934년 - 1025년)
- 바실리우스 2세, 동 로마 황제(958년 - 1025년, 재위 976년 - 1025년)
- 투 그릴 베크, 세르쥬크왕조 초대 술탄(993년 - 1063년, 재위 1038년 - 1063년)
- 머프 무드, 가즈니왕조의 술탄(재위 998년 - 1030년)
- 덩컨 1세, 스코틀랜드왕(1001년 - 1040년, 재위 1031년 - 1040년)
- 마크베스, 스코틀랜드왕(1005년 - 1057년, 재위 1040년 - 1057년)
- 라젠드라 1세, 쵸라왕조의 왕, (재위 1016년 - 1044년)
- 아이르란가, 쟈와, 쿠디리왕(재위 1019년 - 1052년?)
- 교황 그레고리오 7세, 로마 교황(1020년 - 1085년, 재위 1073년 - 1085년)
- 윌리엄 1세, 잉글랜드왕(1027년 - 1087년, 재위 1035년 - 1087년)
- 왕안석, 중국·북송 왕조의 정치가(1021년 - 1086년)
- 사마광, 중국·북송 왕조의 정치가·학자(1019년 - 1086년)
- 우르바누스 2세, 로마 교황(1035년 - 1099년, 재위 1088년 - 1099년)
- 알렉시우스 1세, 동 로마 황제(1048년 - 1118년, 재위 1081년 - 1118년)

## 년대와 년도
| 990년대  | 990  | 991  | 992  | 993  | 994  | 995  | 996  | 997  | 998  | 999  |
| 1000년대 | 1000 | 1001 | 1002 | 1003 | 1004 | 1005 | 1006 | 1007 | 1008 | 1009 |
| 1010년대 | 1010 | 1011 | 1012 | 1013 | 1014 | 1015 | 1016 | 1017 | 1018 | 1019 |
| 1020년대 | 1020 | 1021 | 1022 | 1023 | 1024 | 1025 | 1026 | 1027 | 1028 | 1029 |
| 1030년대 | 1030 | 1031 | 1032 | 1033 | 1034 | 1035 | 1036 | 1037 | 1038 | 1039 |
| 1040년대 | 1040 | 1041 | 1042 | 1043 | 1044 | 1045 | 1046 | 1047 | 1048 | 1049 |
| 1050년대 | 1050 | 1051 | 1052 | 1053 | 1054 | 1055 | 1056 | 1057 | 1058 | 1059 |
| 1060년대 | 1060 | 1061 | 1062 | 1063 | 1064 | 1065 | 1066 | 1067 | 1068 | 1069 |
| 1070년대 | 1070 | 1071 | 1072 | 1073 | 1074 | 1075 | 1076 | 1077 | 1078 | 1079 |
| 1080년대 | 1080 | 1081 | 1082 | 1083 | 1084 | 1085 | 1086 | 1087 | 1088 | 1089 |
| 1090년대 | 1090 | 1091 | 1092 | 1093 | 1094 | 1095 | 1096 | 1097 | 1098 | 1099 |
| 1100년대 | 1100 | 1101 | 1102 | 1103 | 1104 | 1105 | 1106 | 1107 | 1108 | 1109 |